# ادعاهای استفاده اسرائیل از جادو و جن
ادعاهای استفاده اسرائیل از جادو و جن به مزاعم عربی و فارسی در مورد استفاده اسرائیل از جادو، جن و قوای ماورایی در عملیات اطلاعاتی و امنیتی خود اشاره دارد. این ادعاها توسط شخصیت‌های مذهبی و رسانه‌ای وابسته به رژیم جمهوری اسلامی ایران و همچنین برخی نویسندگان در جهان عرب ترویج می‌شود و اغلب این تفسیرها برای توجیه وقایع امنیتی استثنایی مانند ترورهای دقیق، کشف شبکه‌های جاسوسی و عملیات مخفی مطرح می‌شود و آنها را به قوای ماورایی نسبت می‌دهد به جای قابلیت‌های اطلاعاتی سنتی.
این پدیده نشان می‌دهد که چگونه اعتقادات جادویی کهن می‌توانند برای تفسیر وقایع ژئوپلیتیک معاصر به کار گرفته شوند و لایه‌ای اسطوره‌ای به درگیری با اسرائیل اضافه کنند که نبرد را نه تنها به عنوان درگیری بر سر زمین و قدرت، بلکه همچنین مواجهه‌ای بین نیروهای نور و ظلمت به تصویر می‌کشد.

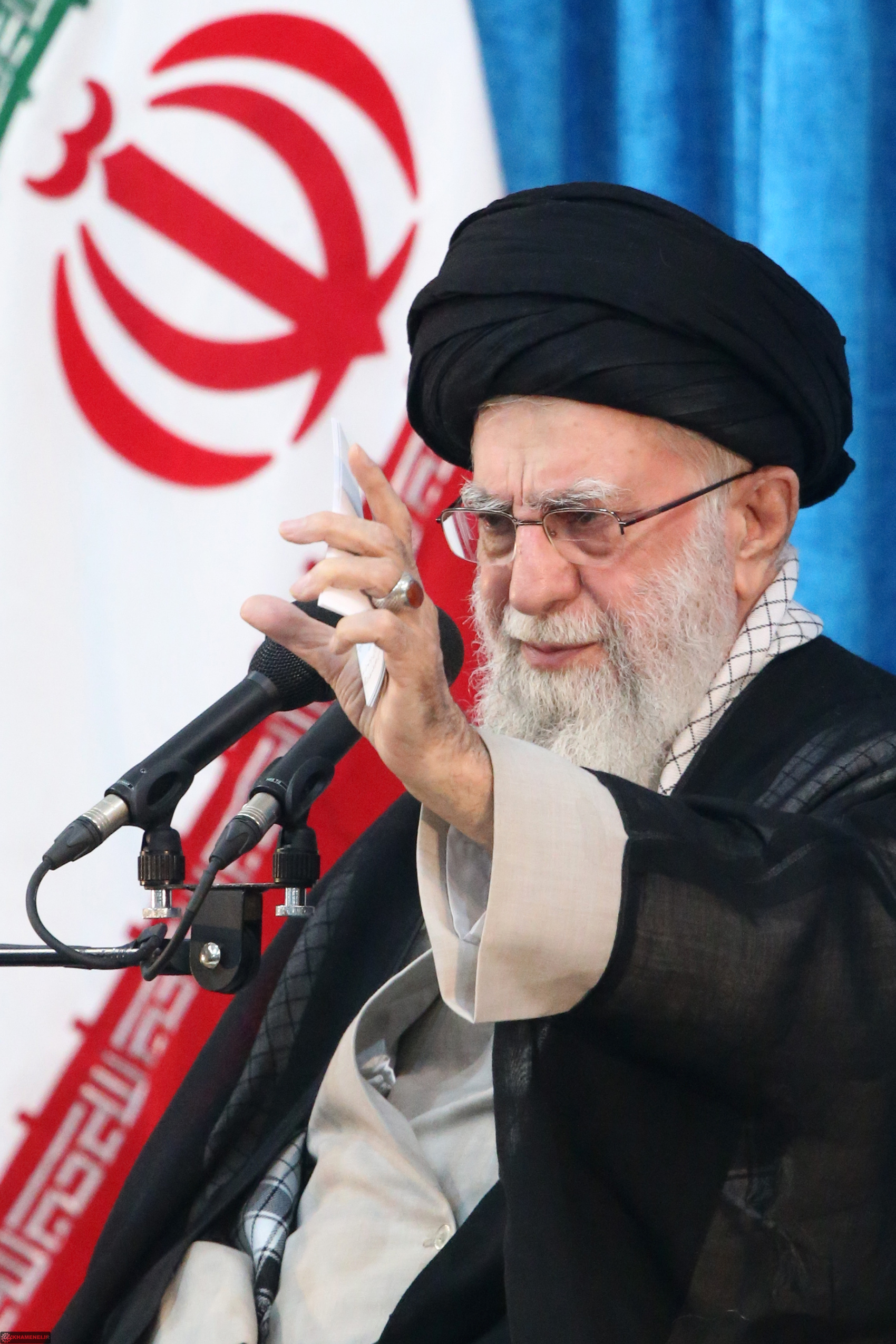
علی خامنه‌ای

## ادعاهای مقامات ایرانی
- علی خامنه‌ای، رهبر جمهوری انقلاب ایران، در سخنرانی تلویزیونی خود به مناسبت نوروز ۱۳۹۹ در مورد شیوع ویروس کرونا، خامنه‌ای گفت که «دشمنان از جن و انس متحد علیه جمهوری اسلامی هستند… هم دشمنان جنّی، هم دشمنان انسی وجود دارند و این‌ها به هم کمک هم می‌کنند. سیستم‌های اطلاعاتی خیلی از کشورها علیه ما با همدیگر همکاری می‌کنند». او در سخنان خود به آیه قرآنی (آیه ۱۱۲ سوره انعام) استناد کرد و اشاره کرد که جهات غربی و «عبری» احتمالاً از قوای ماورایی علیه ایران استفاده می‌کنند. جالب است که رسانه‌های رسمی ایران ابتدا اشاره خامنه‌ای به «دشمنان از جن» را حذف کردند، اما پس از انتقادات، ضبط کامل از طریق کانالی وابسته به سپاه پاسداران منتشر شد با تأکید بر توضیح خامنه‌ای در مورد «استفاده از شیاطین کافر توسط دستگاه‌های جاسوسی غربی-عبری».[۲][۳]
- رهبر جمهوری انقلاب ایران از این سوره قرآن در چندین سخنرانی دیگر نیز استفاده کرد. به عنوان مثال، خامنه‌ای در ۱۶ تیر ۱۹۹۳ به مسئولان هشدار داده: «مراقب باشیم که دستگاه محاسباتی ما به وسیله شیطان‌های انس و جن دچار اختلال نشود… یکی از خطاهای محاسباتی این است که انسان در چهارچوب عوامل محسوس و صرفاً مادّی محدود بماند».[۴]
- عبدالله کنجی، روزنامه‌نگار محافظه‌کار و مشاور شهردار تهران، در تاریخ ۱۹ خرداد ۱۴۰۴ در حساب کاربری خود در ایکس (توییتر سابق) پستی نوشت که جنجال‌برانگیز بود. در متن آن آمده بود: «پدیده عجیب! پس از جنگ اخیر در برخی خیابان‌های تهران کاغذهایی حاوی طلسم‌هایی با نمادهای یهودی پیدا شد… سال‌ها پیش رهبر معظم انقلاب فرمودند که کشورهای دشمن و دستگاه‌های اطلاعاتی غربی و عبری از علوم خفی و موجودات جن برای جاسوسی استفاده می‌کنند». این ادعا با موجی از تمسخر گسترده مواجه شد، حتی حسابی که ادعا می‌شد متعلق به موساد اسرائیل است، به فارسی با تمسخر پاسخ داد: «مصرف مواد مخدر و گفتگو با جن، صفات مطلوبی برای کسی که رهبری یک کشور را بر عهده دارد، نیست».[۵]
- مصطفی کرمی، روحانی و استاد حوزه علمیه، در سال ۲۰۲۴ در برنامه مذهبی اظهارات قابل توجهی کرد که «با توجه به سابقه صهیونیست‌ها در تسخیر اجنه خیلی از ماموریت‌ها را از این طریق انجام می‌دهند و شیاطین ارتش پنهانی آنها هستند.» کرمی به داستان‌هایی از قرآن کریم و میراث علمای دین استناد کرد تا ادعاهایش را تأیید کند و همچنین مدعی شد که برخی خاخام‌های اسرائیلی جنایتکار جادو و شعبده‌بازی انجام می‌دهند تا اهدافشان را محقق کنند. او اشاره کرد که خود خامنه‌ای «اشاره ای کردند که صهیونیست‌ها از شیاطین انسی و جنی استفاده می‌کنند» تا کارهایشان را تسهیل کنند.[۶][۷]
- علی اکبر رائفی‌پور، خطیب و فعال رسانه‌ای نزدیک به جریان‌های امنیتی ایران، در سخنرانی عمومی در سال ۲۰۲۴ از کسانی که این ایده‌ها را انکار می‌کنند تمسخر کرد. رائفی‌پور با تعجب گفت: «برخی چگونه آنقدر با قاطعیت می‌گویند در موساد اداره اجنه وجود ندارد؟ در اینکه این‌ها از اجنه استفاده می‌کنند، شک نکنید. آن‌ها در جنگ ۳۳ روزه هم از اجنه استفاده کردند. ممکن است نام این واحد در موساد اداره کل اجنه باشد یا یک نام دیگری داشته باشد». اظهارات رائفی‌پور اعتقاد رایج در محافل محافظه‌کار ایران را منعکس می‌کند که اسرائیل نیروهای ماورایی را در دستگاه‌های اطلاعاتی خود به کار می‌گیرد.[۸]
- ولی‌الله نقی‌پورفر، متخصصی که در رسانه‌های ایرانی به عنوان کارشناس امور «جن» معرفی می‌شود، در سال ۲۰۱۴ در برنامه‌ای در کانال سوم تلویزیون ایران در مورد قوای شیطانی ظاهر شد. نقی‌پورفر مدعی شد که اسرائیل سعی کرده جن را برای نفوذ به سازمان‌های اطلاعاتی ایران، حزب‌الله و حماس تسخیر کند اما در این کار شکست خورده است. او اضافه کرد که «یهوی‌ها در ارتباط با جن ید طولانی دارند و در یهودیت ارتباط با جن خیلی گسترده است… اسراییل می‌خواسته با استفاده از جن به سیستم اطلاعاتی ایران، حزب‌الله لبنان و حماس نفوذ کند که در این راه موفق نشده است». سپس گفت که اسرائیلی‌ها هنوز از شکست خود در حیرت هستند در حالی که معلوم است یهودیان در جادو و عقد قرارداد با شیاطین خبره هستند.[۹][۱۰][۱۱]
- مقامات ایرانی از توضیح استفاده از اجنه برای توضیح اعتراضات داخلی علیه رژیم نیز استفاده می‌کنند. یک مقام ارشد وزارت اطلاعات جمهوری اسلامی اعلام کرد که در اعتراضات ایران در ۱۴۰۲ «اجنه شیطانی» فعال شدند. او گفت: «همه این‌ها یک طرف اما در این فتنه ما شاهد بروز و ظهور اجنه شیطانی بودیم.» این مقام امنیتی تأکید کرد که جمهوری اسلامی باید برای مبارزه با «اجنه شیطانی» برنامه داشته باشد چون از این به بعد «جنگ با آن‌ها» جدی خواهد شد. به گفته او، جلساتی با برخی روحانیون شاخص برای تهیه «دستورالعمل مقابله با اجنه شیطانی» برگزار شده است که شامل «جمع‌آوری ماهواره» و «پخش اذان، قرآن و روضه» می‌شود.[۱۲]

## ریشه‌های دینی و تاریخی
این ادعاها بر تصورات ریشه‌دار در فرهنگ دینی در مورد نیروهای پنهانی که بر جهان تأثیر می‌گذارند، استوار است. در عقیده اسلامی، جن موجودات نامرئی با اراده آزاد محسوب می‌شوند که در قرآن در کنار شیاطین و جادو ذکر شده‌اند (مانند آیه ۱۱۲ سوره انعام). به پیامبر سلیمان قدرت کنترل جن و شیاطین نسبت داده می‌شود، بر اساس آنچه در قرآن و تفاسیر آمده است، در حالی که در یهودیت میراثی از موجودات شبیه به جن به نام «شیدیم» در متون تلمودی وجود دارد. در طول تاریخ، در جوامع اسلامی روایاتی رایج شده که دستاوردهای یهودیان را به نیروهای تاریک مرتبط می‌کند. منابع فولکلوری عربی داستان‌های ترسناکی از «جادوگران یهودی» نشان می‌دهند که قادر بودند افراد را با جادو بکشند و سپس آنها را زنده کنند، یا انسان را به حیوان تبدیل کنند و سپس به شکل اصلی‌اش برگردانند، تا حکام را بترسانند و آنها را مجبور به تسلیم کنند. اعتقاد بر این بود که یهودیان روابط خاصی با جن دارند و جادوگر ماهر آنها می‌تواند جن را به بردگی درآورد و آنها را در خدمت خود قرار دهد. جای تعجب نیست که تصور «ارتشی از جن» که یهودیان را خدمت می‌کند، هم در حکایات عامیانه و هم در گفتمان سیاسی مدرن ظاهر شود، همان‌طور که مصطفی کرمی گفته که «شیاطین ارتش پنهانی آنها هستند».
نزد برخی محافل دینی در ایران، ادعاهای استفاده اسرائیل از جادو توجیهی برای تصویر شیطانی از آن تشکیل می‌دهد؛ یکی از روحانیان آنجا صراحتاً اظهار کرده: «هیچ شکی نیست که یهودی‌ها و خصوصاً صهیونیست‌ها سابقه زیادی در امور ماورایی و مسائلی از قبیل رابطه با شیطان و جن دارند… سیستم‌های جاسوسی اسرائیل هم بی‌شک از این مسائل بهره می‌گیرند». چنین نگرشی اسرائیل را به عنوان نهادی «شیطانی» که از نیروهای شر کمک می‌گیرد، در مقابل ایران و متحدانش که در تصور آنها با نیروهای خیر الهی صف آرایی می‌کنند، ارائه می‌دهد.

## تفسیرهای روان‌شناختی و سیاسی
تحلیلگران معتدل‌تر، بر این باورند که رواج فرضیات جادو و جن، بازتاب مکانیزم روان‌شناختی و سیاسی، برای مواجهه با شکست‌ها و متعادل کردن عدم توازن قوا است. هنگامی که دستگاه‌های امنیتی ایران، در اثر نفوذ موفق اسرائیل دچار تزلزل می‌شوند، ممکن است برای رهبری آسان‌تر باشد که به‌جای اقرار به نارسایی اطلاعاتی، آن را با «جادوی یهودی» توجیه کند. یک سخنگوی اصلاح طلب دولت اسبق ایران بنام عبدالله رمضان‌زاده، صراحتا از این مطالب انتقاد کرده و گفته که «صحبت از طلسم‌های یهودی و نقش جن در تجاوز اسرائیل، تلاشی برای پوشاندن شکست دستگاه‌های امنیتی و نادیده گرفتن تاکتیک‌های دشمن است».
علاوه بر این، پذیرش روایتهای مافوق طبیعی برخی رژیم‌های مذهبی، در قاب‌بندی درگیری‌شان با اسرائیل را، به عنوان یک جنگ متافیزیکی که بین خیر و شر خدمت می‌کند و جایی که مسئله تنها به تانک‌ها و پهپادها محدود نشده، بلکه به فرشتگان و شیاطین گسترش می‌یابد، عنوان کرده است. با این حال، بسیاری از روشنفکران در ایران و جهان عرب، هشدار می‌دهند که آمیختن خرافات در گفتمان رسمی، به اعتبار آسیب می‌رساند و درِ تمسخر را باز می‌کند. حتی رسانه‌های نزدیک به رژیم ایران هم اعتراف کرده‌اند که ترکیب اینگونه خرافات، با استراتژی‌های امنیت ملی نتایج معکوس در پی دارد. در واقع این ادعاها، با تمسخرهای داخلی و خارجی مواجه شده‌اند. در کنار انتقادات اصلاح‌طلبان در ایران، اسرائیلی‌ها علناً با سبک طنزآمیز به آنها پاسخ داده‌اند، همان‌طور که در نظریه ذکر شده در بالا از طرف موساد، در مورد «مصرف مواد مخدر و صحبت با جن» آمده است.